# سائمیر کاسمی
سائمیر کاسمی (انگلیسی: Saimir Kasemi؛ زادهٔ ۲۷ اوت ۱۹۸۸) بازیکن فوتبال اهل آلبانی است.
از باشگاه‌هایی که در آن بازی کرده‌است می‌توان به باشگاه فوتبال تیرانا و باشگاه فوتبال مانهایم اشاره کرد.